# Josaphat Araldi

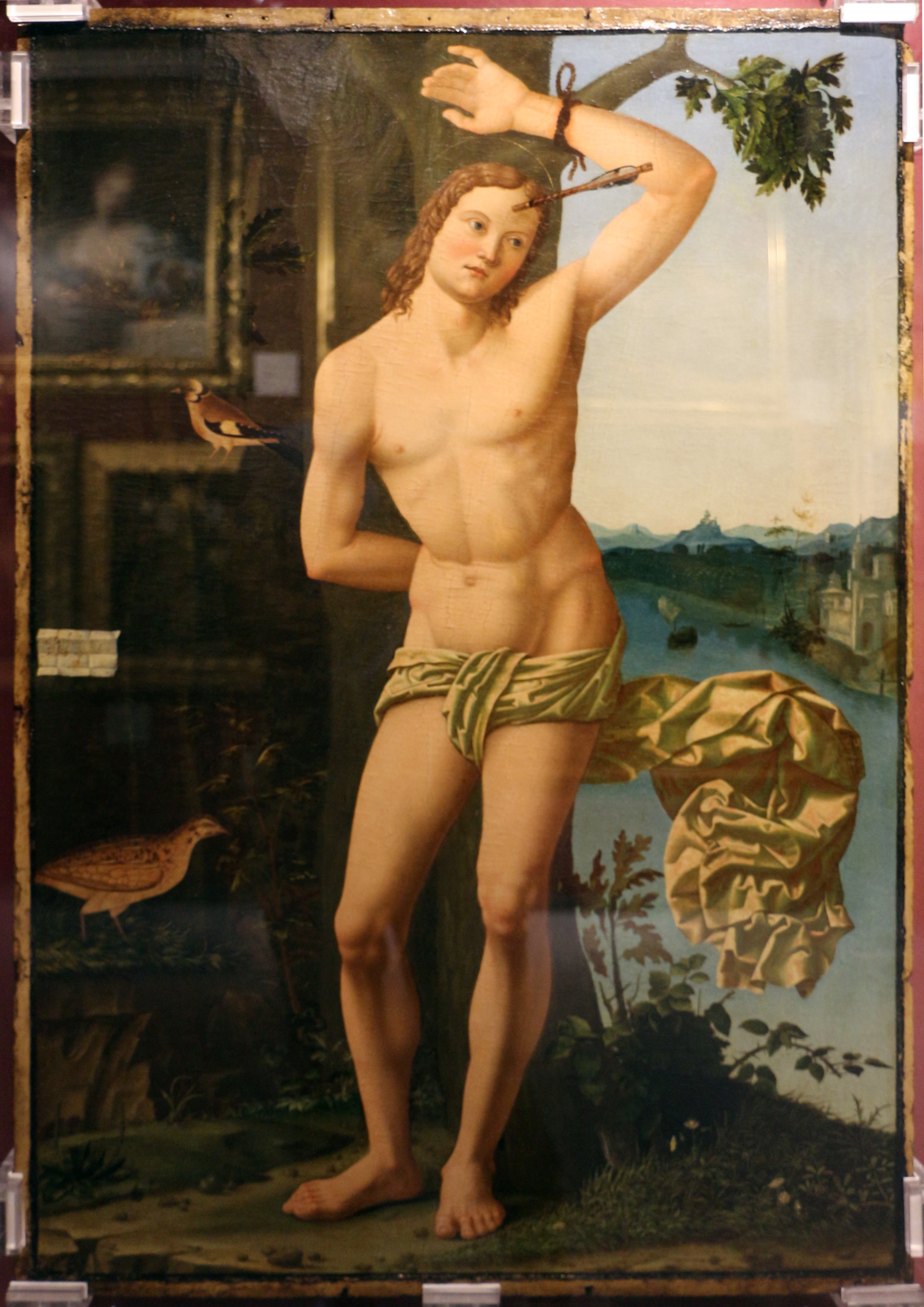
Sankt Sebastien

Josaphat Araldi, auch Josaphat de Araldis (nachweisbar 1519 und 1520 in Montechiarugolo und Parma), war ein italienischer Maler.
Über Josaphat Araldi ist nur wenig bekannt. In alten Urkunden wird er nur zweimal erwähnt: 1519 in Montechiarugolo als Maestro Iosaphat depintore und 1520 in Parma als Araldus Iosaphat pictor Vicinie Sancti Benedicti. Über seine Herkunft und Ausbildung ist nichts bekannt, doch zeigen seine Werke einen starken Einfluss der venezianischen Malschule, insbesondere des Giovanni Bellini. Darüber hinaus orientierte er sich höchstwahrscheinlich an die in Oberitalien weit verbreitete nordeuropäische Druckgrafik, insbesondere von Albrecht Dürer, aus der er vor allem Elemente für die Darstellung von Landschaften übernahm.
Von seiner Hand existiert ein einziges, mit Iossaphat de Araldis opus signiertes Gemälde mit der Darstellung des Heiligen Sebastian, welches sich heute in Parma befindet. Von diesem Werk ausgehend, versuchte die Kunstwissenschaft, ihm weitere Arbeiten zuzuweisen, von denen das 1503 gemalte Fresko mit der Heiligen Familie im Dom von Parma die früheste ist. 
Zu dem ebenfalls in Parma tätigen Maler Alessandro Araldi scheint keinerlei verwandtschaftliche Beziehung zu bestehen.

## Werke
- Amsterdam, Rijksmuseum
  - Ariadne auf Naxos. (zugeschrieben – wird manchmal auch dem Girolamo dai Libri zugewiesen)
- Parma, Collezione Banca del Monte
  - Maria mit dem Kinde. (zugeschrieben)
- Parma, Duomo
  - Die Heilige Familie. 1503 (zugeschrieben – Fresko)
- Parma, Galleria Nazionale
  - Der heilige Sebastian.
- Triest, Museo di Storia de Arte
  - Maria mit dem Kinde. (zugeschrieben)